# David Rodman
David Rodman (Jesenice, 10. rujna 1983.) profesionalni je hokejaš na ledu. Lijevoruki je napadač i igra na poziciji centra. Njegov stariji brat Marcel također je hokejaš, a zajedno su nastupali za Acroni Jesenice i Vienna Capitals.

## Karijera
Rodman je karijeru započeo u pomlatku HIT Casino Kranjske Gore koja nastupa u slovenskoj ligi. Brza prilagodba u prvoj momčadi za koju ju odigrao 17 susreta i osvojio 22 boda (11 golova, 11 asistencija), odvela ga u jednu od najjačih juniorskih liga na svijetu QMJHL (Quebec Major Junior Hockey League). Za Val-d'Or Foreurs odigrao je dvije dvije sezone, od kojih je uspješnija bila druga odigravši 65 susreta i osvojivši 70 bodova (26 golova, 44 asistencije). Uslijedio je povratak u Europu te je prihvatio ponudu austrijskih Black Wingsa Linza koji nastupaju u Ligi EBEL. Statistički vrlo loša sezona u kojoj je u 51 susretu postigao tek 3 boda (1 gol, 2 asistencije) stajale su ga odlaska iz "crnih krila". 
Novi angažman pronašao je u slovenskim Acroni Jesenicama, gdje je u tandemu s bratom Marcelom činio jedan od najboljih tandema lige. Njihova odlična suradnja nastavila se u sezoni 2007./08. kada skupa prelaze u Viennu Capitals, ali i sezonu kasnije kada su se vratili u Jesenice. Iako su se Jesenice uspješno plasirale u doigravanje pod vodstvom braće Rodman, rano ispadanje od kasnijih finalista Red Bull Salzburga dalo je naslutiti da su "prerasli" svoj klub.  

## Vanjske poveznice
- Profil na The Internet Hockey Database
- Profil na Eurohockey.net